# NGC 5798
NGC 5798 (другие обозначения — UGC 9628, MCG 5-35-28, ZWG 164.47, WAS 94, IRAS14555+3009, PGC 53463) — галактика в созвездии Волопас.
Этот объект входит в число перечисленных в оригинальной редакции «Нового общего каталога».